# 建平 (元愉)
建平（508年八月—九月）是北魏冀州刺史、京兆王元愉的年號，共計2個月。

## 改元
- 508年——八月十二日，元愉自稱皇帝，建元建平元年。[3][4][5][6][7]九月二十三日，元愉兵敗被執。[3][5][7]

## 紀年對照表
| 建平 | 元年             |
| ---- | ---------------- |
| 公元 | 508年            |
| 干支 | 戊子             |
| 北魏 | 正始5年 永平元年 |

## 同期存在的其他政權年號
- - 天监（502年－519年）：南朝梁—梁武帝蕭衍之年號
  - 正始（504年－508年）：北朝魏—魏宣武帝元恪之年號
  - 永平（508年－512年）：北朝魏—魏宣武帝元恪之年號
  - 建昌（508年－520年）：柔然—豆羅伏跋豆伐可汗郁久閭丑奴之年號
  - 承平（502年－509年）：高昌—麴嘉之年號

## 深入閱讀
- 李崇智. . 北京: 中華書局. 2004年12月. ISBN 7101025129.